# Kal nad Kanalom
Kal nad Kanalom este o localitate din comuna Kanal ob Soči, Slovenia, cu o populație de 318 locuitori.